# Lepidodexia catamarca
Lepidodexia catamarca är en tvåvingeart som beskrevs av Guilherme A.M.Lopes 1991. Lepidodexia catamarca ingår i släktet Lepidodexia och familjen köttflugor. Inga underarter finns listade i Catalogue of Life.